# Kyabé
Kyabé – miasto w Czadzie, w regionie Moyen-Chari, departament Lac Iro; 16 177 mieszkańców (2005), położone w południowej części kraju, przy granicy z Republiką Środkowoafrykańską.